# Robotteleskop

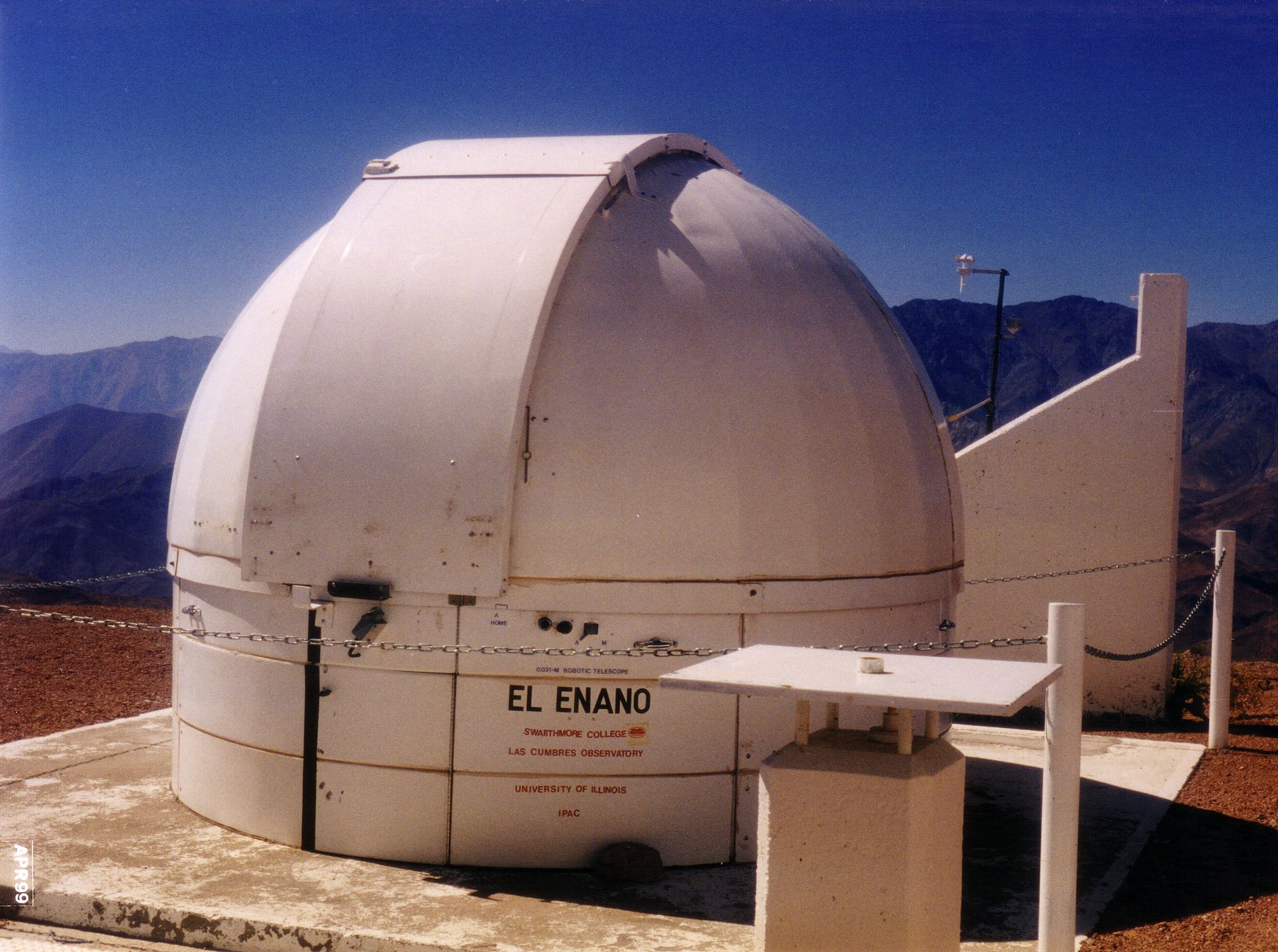
El Enano (Dvärgen), ett robotteleskop i Cerro Tololo (Chile).

Robotteleskop är ett astronomiskt teleskop med ett detektorsystem som kan utföra astronomiska observationer automatiskt utan mänsklig inblandning. Inom astronomin kvalificerar sig ett teleskop som robot om det är kapabelt att göra dessa observationer utan att styras av en människa, även om det skulle fordras en operatör för att sätta igång observationerna då natten faller in och stänga av i gryningen. Det är skillnad mellan ett robotteleskop och ett fjärrstyrt teleskop, även om det finns de som kan utföra båda sakerna (robot och fjärrstyrning), vilket är fallet med de fyra teleskopen i La Sagra, som arbetar som robotar men kontrolleras från Observatorio Astronómico de Mallorca. Insamlade data hämtas dagligen in från Mallorca via Internet, för att bearbetas med algoritmer man tagit fram internt och som gett möjligheten att upptäcka asteroiden 367943 Duende, bland tusentals andra.
Förutom robotteleskopen på Mallorca finns robotteleskopen som används i programmen LINEAR och NEAT, med vilka man upptäckt många stjärnor och små solsystemsobjekt. Dessa teleskop har man använt inom astronomin särskilt för att upptäcka och varna för småplaneter, som skulle kunna krocka med Jorden. I den militära verksamheten, används robotteleskop för att identifiera och kontrollera satelliter.